# Захаров, Константин Юрьевич
Константин Юрьевич Захаров (род. 31 марта 1973 года, Нижний Тагил, Свердловская область, РСФСР, СССР) — российский политический деятель, член партии Единая Россия, депутат Нижнетагильской городской думы в 2004—2012 годах, директор по персоналу «Уралвагонзавода» в 2017—2021 годах. Депутат Государственной думы VIII созыва с 2021 года. Из-за поддержки российско-украинской войны находится под санкциями ряда стран.

## Биография
Константин Захаров родился 31 марта 1973 года в Нижнем Тагиле. В 1992 году окончил Нижнетагильский машиностроительный техникум, ставший позже подразделением Нижнетагильского технологического института. В 1995 году окончил Уральский государственный университет путей сообщения в Екатеринбурге, в 2002 — Уральскую академию государственной службы (Уральский институт управления — филиал Российской академии народного хозяйства и государственной службы при президенте РФ).
С 1992 года Захаров работал на Уралвагонзаводе слесарем-ремонтником по обслуживанию систем вентиляции и кондиционирования. В 1995—1999 годах был инженером-конструктором на Уральском конструкторском бюро вагоностроения, в 1999 году возглавил молодёжную организацию Уралвагонзавода. В 2005—2009 годах занимал должность главного инженера завода нестандартизированного оборудования, был начальником управления по работе с персоналом и связям с общественностью, заместителем генерального директора по маркетингу и сбыту Уралвагонзавода. В 2010 году был назначен генеральным директором Верхнесалдинского металлургического завода в Свердловской области. В 2017—2021 годах занимал должность директора по персоналу на Уралвагонзаводе.
В 2004 году Захаров был избран депутатом Городской думы Нижнего Тагила. В 2011 году назначен главой администрации Ленинского района Нижнего Тагила, в 2012—2017 годах был заместителем главы города по жилищно-коммунальному, городскому хозяйству и строительству. 19 сентября 2021 года был избран депутатом Государственной думы VIII созыва от «Единой России» (набрал 31,75 % голосов избирателей, второе место занял Михаил Бояркин от политической партии КПРФ с результатом в 22,69 %). В своей предвыборной программе приоритетом объявил сохранение и развитие промышленных центров Среднего Урала.
Из-за поддержки российско-украинской войны Захаров находится под санкциями 27 стран ЕС, Великобритании, США, Канады, Швейцарии, Австралии, Японии, Украины, Новой Зеландии.
.
Захаров женат, у него есть дочь.